# Plan de guerre gris

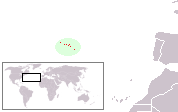
Localisation des îles Açores portugaise

Le plan de guerre gris était un plan de guerre américain en vue d'envahir l'archipel des Açores en 1940-41. Le plan de guerre gris est l'un des nombreux plans de guerre portant un nom de code de couleur créés au début du XXe siècle. Le 22 mai 1941, le président Franklin Delano Roosevelt demanda à l'armée de terre et à la marine américaines d’élaborer un plan officiel pour occuper les Açores portugaises. Approuvé par la commission paritaire le 29 mai, le plan de guerre gris prévoyait de mettre en œuvre une force de débarquement de 28 000 soldats, pour moitié de Marines et pour moitié de l’armée de terre.
Alors que les mouvements étaient en cours pour préparer cette invasion, un changement d'orientation stoppa le plan de guerre gris et les Açores ne furent jamais envahies, de nouvelles sources de renseignement montrant peu probable l'envahissement de l'Espagne et du Portugal par l'Allemagne nazie. Avec l'Allemagne tournant son attention vers la Russie, cette crainte américaine concernant les Açores disparut, entraînant la suspension du plan de guerre gris, et laissant les États-Unis concentrer leur temps et leurs forces ailleurs.

## Vue d'ensemble

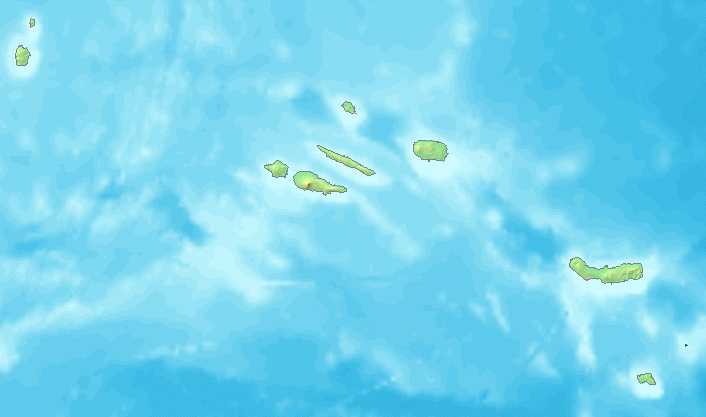
Les iles portugaises des Açores.

Les Açores portugaises se trouvent sur le chemin de voies maritimes vitales entre les États-Unis et la mer Méditerranée, l'Europe et l'Amérique du Sud. Bien que les Açores ait de peu de valeur pour la défense de l’hémisphère occidental, cela était contrecarré par leur immense valeur pour l'Allemagne. Si l'Allemagne avait construit des bases aériennes et navales sur ces îles, elle aurait pu menacer gravement le commerce maritime britannique.
Cela conduisit l'armée de terre américaine et les agents de planification de la marine en octobre 1940 à élaborer un plan pour l'invasion surprise des Açores. À l'époque, le plan n'était pas réalisable  en raison d'un manque de personnel et de ressources, et il était incompatible avec la volonté des États-Unis de rester en dehors de la guerre. En mai 1941, les renseignements suggérèrent la possibilité que l’Allemagne envahissent l’archipel des Açores. 
Cela a conduit le président Roosevelt à mandater l'armée de terre et la marine pour rédiger un nouveau plan connu sous le nom de code Gris. Le plan fut approuvé par la Commission paritaire le 29 mai. Il faisait appel à une force de 28 000 hommes, pour moitié des Marines et pour moitié des hommes de l’armée de terre. La force de débarquement serait commandée par le major général Holland M. Smith, de l’USMC, sous les ordres du contre-amiral Ernest J. King, le commandant de la force expéditionnaire.
Six jours avant la directive des Açores, l’attention américaine se tourna vers le Brésil, les États-Unis craignant la progression des puissances de l'Axe en Amérique du Sud et dans l'hémisphère occidental. Cela a conduit à une réévaluation de l'urgence de l'opération dans les Açores. En juin, des sources renseignement apportèrent des preuves crédibles que l'Allemagne n’envisageait pas d’envahir l'Espagne et le Portugal, mais l'Union soviétique. Cela mit fin aux craintes concernant les îles des Açores et le plan de guerre gris fut suspendu.